# Nguyễn Khản
Nguyễn Khản (阮侃, 1734 - 1787), còn có tên khác là Nguyễn Hân (阮欣) hay Nguyễn Lệ (阮儷), là một đại quan trong lịch sử Việt Nam, anh cả đại thi hào Nguyễn Du, con trai Tham tụng Nguyễn Nghiễm.

## Tiểu sử
Nguyễn Khản quê ở Tiên Điền, huyện Nghi Xuân, tỉnh Hà Tĩnh. Là con trai trưởng của Xuân Quận Công Nguyễn Nghiễm và bà vợ chính thất Đặng Thị Dương: con gái thứ hai của Tri phủ Đặng Sỹ Vinh, thông minh, xinh đẹp, lầu thông kinh sử. Nguyễn Khản sinh ngày mồng 3 tháng 3 năm Giáp Dần (16/4/1734).
Xuất thân từ một gia đình phong kiến đại quý tộc, có cha đậu Tiến sĩ làm quan cho triều đình nhà Lê-Trịnh. Năm Quý Dậu, đỗ thi Hương, ứng tuyển hợp cách được xếp đỗ đầu bảng. Nhân có lệ bổ dụng con các quan nên ông được nhận chức Viên ngoại bộ lại sau đó vì có tiếng học giỏi được sung chức Thị giảng ở Phủ của Chúa Trịnh Sâm, dạy học cho Thế tử Trịnh Sâm.
Năm Canh Thìn (1760), ông thi đỗ Tiến sĩ Nho học, lúc đó ông 27 tuổi.  Sau khi Trịnh Doanh mất, Trịnh Sâm lên nối ngôi; vì có công giảng dạy chúa lúc còn Thế tử nên ông được thăng lên chức Đại học sỹ kiêm Quốc tử giám Tế tửu. Năm mậu Tý (1768) có chỉ giao ông kiêm luôn chức Nghiêm Hữu Đội. Với cương vị đó Nguyễn Khản là một vị quan đồng thời kiêm chức cả văn lẫn võ trong phủ chúa nên các quan trong triều đình hết sức trọng vọng.
Nhân lúc chúa Trịnh du ngoạn ở Ninh Bình, ông được sai trông coi việc sữa sang lại cảnh trí ở núi Dục Thuý. Nguyễn Khản đã có dịp khảo sát về địa hình ở đây và đã cho đắp đê ngăn mặn, chống lụt bão, mở rộng đất canh tác cho Trấn Sơn Nam Hạ. Con đê Vân Hải (Ninh Bình) ngày nay đã được Nguyễn Khản cho đắp vào năm Đinh Dậu 1777. Cũng trong thời gian này xứ Nghệ An hạn hán, lũ lụt, mất mùa xảy ra thường xuyên, dân chết đói chồng chất. Trước tình hình như vậy, ông đã làm biểu xin triều đình thực hiện 4 điều cơ bản nhằm cứu đói cho xứ Nghệ An. Những việc ông trình rất chính đáng nên được chúa Trịnh cho thực hiện vì thế năm đó xứ Nghệ An thoát khỏi nạn đói. 
Năm 1778 ông được gia thăng Hình bộ tả Thị lang và làm Hiệp trấn xứ Sơn Tây - Hưng Hoá kiêm chức thống lĩnh các đạo quân dẹp loạn ở ngoài vùng biên ải. Chính sự được yên ổn đem lại bình yên cho dân bản xứ. Với những việc làm của Nguyển Khản uy thế của ông ngày một lớn được Trịnh Sâm tin cậy giao nhiều trọng trách của triều đình. Ngoài quan hệ chúa thượng bề tôi giữa Trịnh Sâm và Nguyễn Khản còn có mối quan hệ bạn bè thân thiết. 
Tương truyền dinh thất của Nguyễn Khản trong nhà trần thiết kế trang hoàng, mỗi bức tranh khung cảnh, tấm khảm là sự ghi chép sự tích truyền kỳ, điển cố thi vị văn chương, dinh thất có hoa viên được trồng các loại hoa thơm, cỏ lạ, có cung thưởng nguyệt, có lầu nghe nhạc, thư viện đọc sách với cách bài trí hài hoà trang nhã cho biết chủ nhân có khiếu thẩm mỹ tinh tế. Chúa Trịnh thường tự cất bước bộ hành tới đây cùng chủ nhân thưởng ngoạn bình phẩm cảnh trí, toạ đàm thơ ca. Trịnh Sâm đã tự tay đề ở ngôi nhà riêng Nguyễn Khản 3 chữ: ”Tâm phúc đường”.
Nguyễn Khản được chúa ban ân theo ngự giá đi săn, đi câu, tắm sông thưởng nguyệt, đêm hội Long Trì chỉ riêng Nguyễn Khản là người được ngồi cùng mâm với chúa.
Đến nay hầu hết tác phẩm của Nguyễn Khản bị thất lạc. Tuy nhiên qua những gì còn lại và lời truyền tụng trong dân gian thì ông là bậc thầy về thơ Quốc âm. Ông đã dịch (Chinh phụ ngâm) của Đặng Trần Côn ra chữ Nôm; là danh sĩ trong nhóm Cúc Lâm cư sĩ.
Trịnh Vương rất sủng ái tuyên phi Đặng Thị Huệ khi bà sinh con trai Trịnh Vương có ý dành ngôi Thế tử của con trưởng Trịnh Tông cho Trịnh Cán. Được tin Nguyễn Khản tham mưu đảo chính giúp Thế tử Trịnh Tông. Việc bại lộ Trịnh Sâm chỉ gọi ông về triều, những người cùng mưu bị hành hình nhưng Nguyễn Khản được tha tội chết.
Năm 1782 Trịnh Sâm mất, quân lính nổi dậy rước Trịnh Khải lập lên ngôi chúa thay Trịnh cán lấy hiệu Đoan Nam Vương. Trịnh Khải liền cho vời Nguyễn Khản về triều giao cho làm Lại bộ Thượng thư, tước Toản Quận Công. Đến năm 1783, Nguyễn Khản được phong tước chức Thiếu bảo, cùng năm đó ông được thăng Nhập thị Tham tụng (Tể tướng).
Sau 2 năm, Trịnh Vương lên ngôi các quân lính cậy thế có công phù lập Trịnh  Vương nên rất kiêu hãnh kéo nhau vào phủ chúa đòi phong chức. Nguyễn Khản cùng dự mưu xin chúa bắt chém 7 tên cầm đầu nên bị kiêu binh kéo đến đốt phá nhà riêng. Nguyễn Khản cùng em là Nguyễn Điều trốn lên Sơn Tây gửi mật thư cho Trịnh Vương xin hội binh các Trấn để trừ hoạ kiêu binh nhưng việc bị tiết lộ ông cùng Nguyễn Điều xin nghỉ trở về quê nhà. Trịnh Vương thường viết thư thăm hỏi và ban thuốc men tiền bạc, cho lấy thuế 2 chiếc tàu buôn người Bắc Quốc để chi dùng. Đó là những đặc ân chúa dành cho Nguyễn Khản. Đến năm 1787 quân Tây Sơn tiến ra Bắc, Nguyễn Khản trở về Kinh Đô tập hợp triều thần bàn chuyện chống lại quân Tây Sơn, mọi việc đều được Trịnh Vương nghe theo nhưng việc chưa thành thì ông bị cảm bệnh và mất tại Thăng Long. Khi mất ông được ban cho thuỵ là Hoành Mẫn, phong làm Thượng Đẳng phúc thần.

## Tác phẩm
Tam thiên tự lịch đại văn Quốc âm. Nhóm Cúc Lâm cư sĩ

## Gia đình
- Cha: Nguyễn Nghiễm (阮儼)
- Mẹ: Đặng Thị Dương (鄧氏陽)
- Anh em: Nguyễn Đề (阮提), Nguyễn Du (阮攸)
- Em rể: Vũ Trinh (武楨)

## Trong văn hoá đại chúng
| Năm  | Tác Phẩm                  | Diễn Viên |
| 2010 | 《Long Thành Cầm Giả Ca》 | Trần Lực  |